# Schule Oberndorf
Die Schule Oberndorf, Bahnhofstraße 16, in der niedersächsischen Samtgemeinde Land Hadeln, Gemeinde Oberndorf im Landkreis Cuxhaven, stammt von Ende des 19. Jahrhunderts. Aktuell (2024) wird das Gebäude als private Schule genutzt.
Das Gebäude steht unter Denkmalschutz (siehe auch Liste der Baudenkmale in Oberndorf (Oste)).

## Geschichte und Beschreibung
1316 wurde Oberndorf als Overdorpe erstmals urkundlich erwähnt. Einen Schulbetrieb hat es von 1708 bis 1958 in Oberndorf-Niederstrich gegeben. 1908 wurde das Schulgebäude Niederstricher Deich 16 gebaut. Das ehemals als landwirtschaftliche Winterschule und Postamt genutzte Gebäude nördlich der Bahnhofstraße steht unmittelbar am Straßenrand.
Das zweigeschossige traufständige sechsachsige Gebäude in Backstein auf niedrigem Sockel mit ausgebautem Dachgeschoss und schiefergedecktem Krüppelwalmdach wurde 1894 im Gründerzeitstil gebaut. Das dreigeschossige mittlere Giebelrisalit unter Satteldach wurde gestaltet durch eine Pferdekopfplastik im Giebeldreieck, mit segmentbogigen eingezogenen Haupteingang, sowie mit geschnitzten Knaggen und Windbrettern. Die Fassaden wurden gegliedert durch Ecklisenen und Gesimsfriese.
Das Landesdenkmalamt befand u. a.: „… zeittypischer Schulbau der Jahrhundertwende …“
Das Gebäude wird heute (2024) von der Freien Schule LernArt als allgemeinbildende Grund- und Oberschule genutzt.